# Campionati europei di tuffi 2013 - Team event
Il Team event dei campionati europei di tuffi 2013 è stata disputata il 18 giugno 2013 presso la Piscina Nettuno di Rostock in Germania. Hanno preso parte alla competizione 8 coppie di atleti di sesso opposto, ciascuno dei quali ha eseguito 6 tuffi a testa. La gara era stata disputata a scopo dimostrativo a Budapest 2010 e Torino 2011 ed è diventata un evento ufficiale alla edizione di Eindhoven 2012..

## Medaglie
| Posizione | Paese                             | Atleti   |
| --------- | --------------------------------- | -------- |
| Oro       | Julija Prokopčuk Oleksandr Bondar | Ucraina  |
| Argento   | Sascha Klein Tina Punzel          | Germania |
| Bronzo    | Evgenij Kuznecov Julija Koltunova | Russia   |

## Risultati
| Pos. | Atlete                            | Nazionalità   | Finale | Finale |
| Pos. | Atlete                            | Nazionalità   | Punti  | Pos.   |
| ---- | --------------------------------- | ------------- | ------ | ------ |
|      | Oleksandr Bondar Julija Prokopčuk | Ucraina       | 413.20 | 1      |
|      | Sascha Klein Tina Punzel          | Germania      | 384.00 | 2      |
|      | Evgenij Kuznecov Julija Koltunova | Russia        | 348.10 | 3      |
| 4    | Vadzim Kaptur Alena Khamulkina    | Bielorussia   | 341.55 | 4      |
| 5    | Heikki Makikallio Iira Laatunen   | Finlandia     | 338.05 | 5      |
| 6    | Andrea Chiarabini Tania Cagnotto  | Italia        | 330.60 | 6      |
| 7    | Oliver Dingley Rebecca Gallantree | Gran Bretagna | 327.35 | 7      |
| 8    | Laura Marino Benjamin Auffret     | Francia       | 305.75 | 8      |